# Nazareno (Minas Gerais)
Nazareno es un municipio brasileño del estado de Minas Gerais. Su población estimada en 2018 es de 8 555 habitantes, según el Instituto Brasileño de Geografía y Estadística (IBGE).

## Historia
El distrito de Nazareno (antiguamente Nazaré, con orígenes hacia 1850) fue creado en 1943 y subordinado al municipio de São João del-Rei. El 12 de diciembre de 1953 el distrito fue elevado a la categoría de municipio por la ley estatal número 1039.

## Clima
Según la clasificación climática de Köppen, el municipio se encuentra en el clima tropical de altitud Cwa.

## Circunscripción eclesiástica
La parroquia local pertenece a la diócesis de São João del-Rei.